# Kłokowo
Kłokowo (deutsch Klockow) ist eine etwa 100 Einwohner zählende Ortschaft in der polnischen Woiwodschaft Westpommern. Sie gehört zur Landgemeinde Połczyn-Zdrój (Bad Polzin) im Powiat Świdwiński.

## Geographische Lage
Kłokowo liegt sechs Kilometer südlich von Połczyn-Zdrój im nördlichen Bereich des Drawski Park Krajobrazowy (Landschaftspark Dramburg). Der Ort ist über eine Nebenstraßenverbindung nach Złocieniec (Falkenburg) zu erreichen.

## Name
Der kleine ehemalige Rittergutsort Klockow übernahm den Namen eines Jagdreviers im Bramstädter (Toporzyk) Forst.

## Geschichte
Vor 1945 war Klockow mit Althütten (heute polnisch: Dobino) und Rohberg ein Vorwerk von Bramstädt (Toporzyk). Gründer und Erstbesitzer des 1735 konsistorial anerkannten Klockow war die Familie von Krockow. Ihr folgte die Familie von Puttkamer. 1756 gehörte der Ort Major von Klitzing, danach dem Generalleutnant Anton von Krockow. 1862 schließlich kam Klockow für 65.000 Taler in den Besitz von Heinrich W. Schuckmann. 
Klockow lag bis 1945 im Landkreis Belgard (Persante) und gehörte zum Amts- und Standesamtsbezirk sowie Polizeirevier Bramstädt (Toporzyk). Amtsgerichtsbezirk war Bad Polzin.

## Kirche
Seit der Wiederherstellung der selbständigen Kirchengemeinde Bramstädt (Toporzyk) 1898 war Klockow hierher eingepfarrt. Das Kirchspiel gehörte zum Kirchenkreis Schivelbein (Świdwin) der pommerschen Evangelischen Kirche der Altpreußischen Union. 
Heute gehört der Ort zur Kirchengemeinde Koszalin (Köslin) in der Diözese Pommern-Großpolen der polnischen Evangelisch-Augsburgischen Kirche.